# Luis Barragán

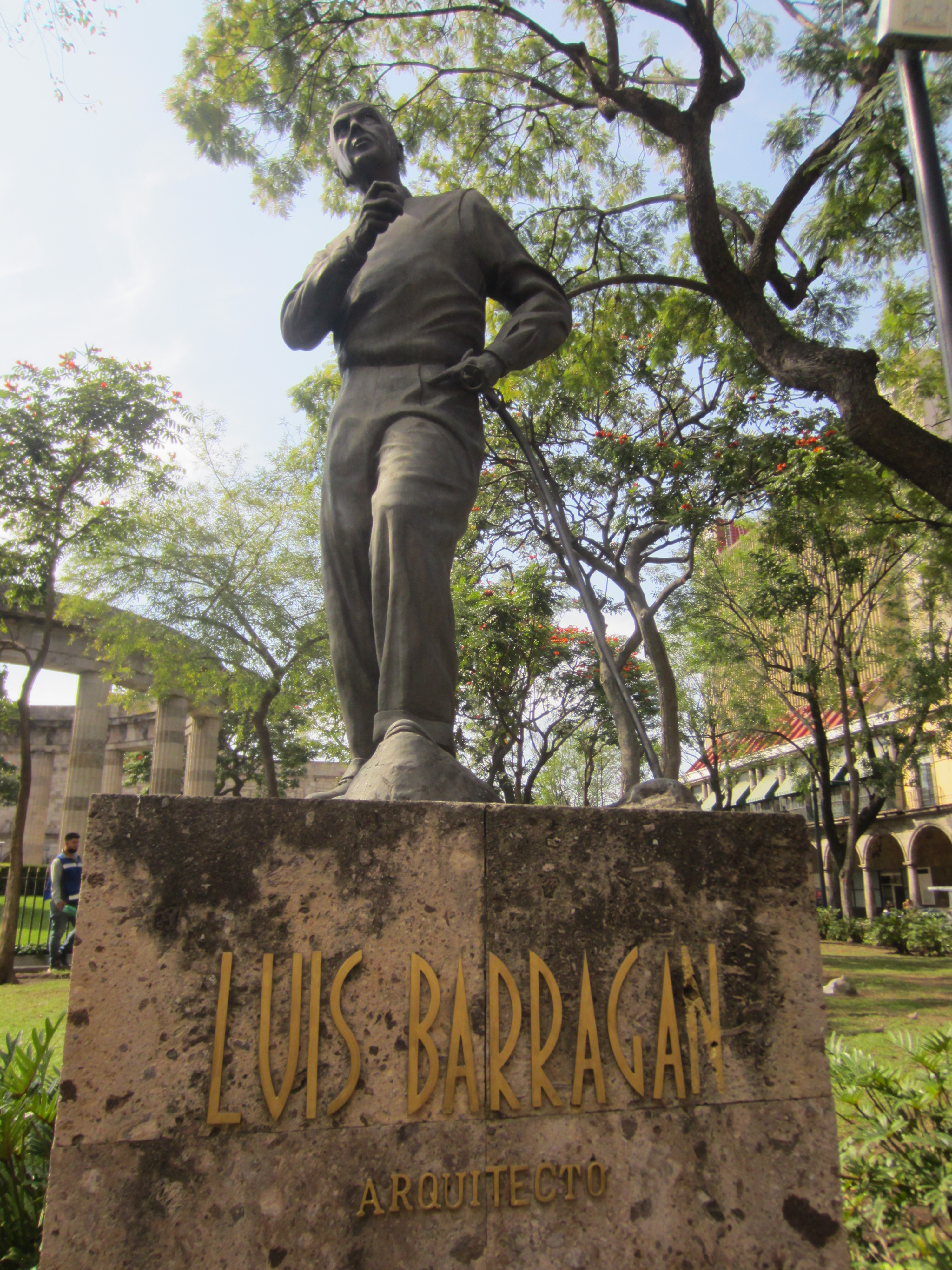
Luis Barragán

Luis Ramiro Barragán Morfín (Guadalajara, Jalisco, 9 de marzo de 1902 - Ciudad de México, 22 de noviembre de 1988), más conocido como Luis Barragán, fue un ingeniero y arquitecto mexicano, ganador del premio Pritzker en 1980.

## Trayectoria
Nació el 9 de marzo de 1902 en el seno de una próspera y católica familia de hacendados de Jalisco. Era hijo de Juan José Barragán y Ángela Morfín. Pasó su niñez al lado de su padre en el barrio de Santa Mónica de Guadalajara, su ciudad natal. Tuvo seis hermanos, tres mujeres y tres hombres.
Solía pasar sus vacaciones y prolongadas estancias en la hacienda de Corrales, ubicada en las inmediaciones de La Manzanilla de la Paz, Jalisco. La experiencia infantil de esas estancias en el campo, en el entorno rural mexicano, en la naturaleza serrana donde se encontraba la hacienda familiar, dejaría una profunda huella que se reflejaría en su creación artística dando como resultado la «definición de un estilo mexicano universal». 
Estudió en la Escuela Libre de Ingenieros de Guadalajara, donde conoció y entabló una profunda y perdurable amistad con personajes como  Rafael Urzúa Arias y Pedro Castellanos Lambley. Su interés por la arquitectura, según afirmaba él mismo, había nacido fundamentalmente de la influencia del arquitecto Agustín Basave, uno de sus maestros. 
Entre 1919 y 1923, Luis Barragán estudió ingeniería civil en la Escuela Libre de Ingeniería de Guadalajara siguiendo los cursos opcionales para obtener simultáneamente el grado de arquitecto bajo la tutela de Agustín Basave. Recibió su título en 1923.
Viajó a Francia y España de 1925 a 1926, al llegar a París asistió a la Exposición de Artes Decorativas de 1925. Una de las imágenes que más le impresionó en esa época fue la foto de un jardín diseñado por Ferdinand Bac, que en ese año había publicado un libro titulado Jardins enchantés, y se inició entonces una relación personal entre ambos. 
Posteriormente tiene un encuentro con las culturas mediterráneas, tanto europeas como musulmanas, que influyeron en su arquitectura (en especial con las ciudades mediterráneas, la jardinería y el uso expresivo del agua y con la Alhambra de Granada). Conoció a Le Corbusier en 1931, cuando asistió a sus conferencias en París y tuvo la oportunidad de conocer su obra. 
A su regreso, la Escuela Libre de Ingeniería no entregaba más títulos de arquitectura, por lo que, aun habiendo cumplido con los requisitos, no pudo obtener su título oficial como arquitecto. Durante el resto de su vida firmó, alternativamente, como ingeniero, como arquitecto o como arquitecto paisajista.
Entre 1927 y 1936 ejerció su práctica profesional en Guadalajara remodelando y proyectando casas, con un estilo derivado de las influencias de la arquitectura mediterránea como de las locales. Su primera obra en forma fue la remodelación de la casa de Emiliano Robles León, notable abogado tapatío, y cuya casa se situaba en la esquina de las calles Pavo y Madero, en pleno centro de la ciudad de Guadalajara. 
En dicha remodelación, destacó el trabajo de la madera en barandales y puertas, diseñadas por el mismo Barragán, así como el patio central, dotado de una fuente. Encantado por el resultado de la obra del joven arquitecto, Robles León le encargó posteriormente el proyecto para diversas casas para renta, así como el de su casa de descanso en Chapala. En parte gracias a la buena fama que adquirió con estas obras, Barragán ganó fama en la ciudad y los encargos se multiplicaron. 

### Etapa funcionalista (1936-1945)
En 1931, viajó a Nueva York, donde conoció a Frederick Kiesler y publicó, por primera vez y en el extranjero, su obra en Architectural Review y House and Gardens. 
En 1936 se trasladó a la Ciudad de México y realizó varias construcciones habitacionales, de tipo funcionalista e inspiradas en Le Corbusier y con un interés comercial pues influyó el deterioro de la situación familiar. Colaboró con arquitectos como Max Cetto y el ingeniero José Creixell. Destaca el edificio de cuatro estudios para pintores en la Plaza Melchor Ocampo, que es una obra donde ya destaca el uso del espacio y del color. Es posiblemente su periodo de mayor producción aunque no de mayor reconocimiento.

### Etapa madura (1945-1988)
A principios de los años 40 Barragán adquirió una serie de terrenos a lo largo de la entonces llamada Calzada Madereros (hoy Av. Constituyentes), aunque entonces un barrio popular pero posiblemente influenciado por un interés económico de largo plazo por la cercanía con la nueva residencia presidencial de los Pinos. Ahí concentraría su atención en el espacio exterior, un jardín grande dividido en secciones irregulares y haría diversas intervenciones a la construcción que ya estaba, conocida como Casa Barragán-Ortega y da comienzo una etapa en que pretende independizarse de los clientes y él mismo emprender sus obras ( en diversas cartas con Ignacio Díaz Morales expresa su frustración con la práctica de la arquitectura), la primera de las cuales serán los Jardines del Pedregal. Precisamente, la venta de una parte de los terrenos en la Calzada Madereros le sirvió para financiarse en sus próximos emprendimientos y reservando para sí el espacio que posteriormente albergaría su Casa-Estudio. 
Casi simultáneamente a la adquisición de los terrenos en Calzada Madereros, Barragán adquirió otro terreno en las proximidades del histórico barrio de San Ángel, bordeando la zona del Pedregal, en un sitio conocido como El Cabrío. Aquí empieza a explorar las posibilidades que daba el paisaje agreste de lava volcánica con la instalación de diversas estructuras como muros e intervenciones de jardinería. Esto lo inspiraría a desarrollar la zona.

### Jardines del Pedregal de San Ángel
El Pedregal era una zona peculiar por su origen en la explosión del volcán Xitle 2000 años atrás que creó un paisaje único, con una flora y fauna nativas y que tenía cierto misticismo por las ruinas de Copilco y Cuicuilco que la bordeaban e incluso había referencias populares a prácticas de brujería y presencia de espíritus y, aunque El Pedregal atraía la fascinación de artistas y científicos (relevantemente el Dr. Atl y Diego Rivera), para el momento en que Luis Barragán se interesa en la zona, se trataba de un área salvaje e inhóspita considerada hogar de serpientes y criminales (que precisamente se refugiaban ahí por su aislamiento).  
En 1944 empezó a adquirir terrenos y, junto con los hermanos Luis y José Alberto Bustamante, empresarios de bienes raíces, compró un total de 865 acres (aproximadamente 3 500 000 m²). Creó el plan de urbanización e inició diseños de calles, accesos, plazas, parques y casas modelo.  
Las calles se delinearon de acuerdo con las formaciones de la lava (de acuerdo con Keith Eggener, el propio Barragán atribuyó el trazo de las calles al urbanista Carlos Contreras y su colaborador, Alejandro Margáin, le acredita planificar el proyecto de urbanización) y de igual manera se aprovechó todos los espacios para generar senderos o albercas. Desarrolló tres jardines de muestra y dos casas junto con Max Cetto, cuya casa fue la primera erigida en la zona. La zona tendría varias entradas delimitadas por rejas en colores rojos y verdes, y dos parques: Plaza de las Fuentes, que además contaba con una escultura de Mathias Goeritz, El animal del Pedregal, (que sobrevive aún en la esquina de avenida San Jerónimo y avenida De las Fuentes) y la fuente de los Patos.
Barragán estableció diversas regulaciones para la construcción en El Pedregal, probablemente siguiendo el ensayo que al respecto había escrito Diego Rivera («Requisitos para la organización del Pedregal») sobre la posibilidad de urbanizar esa zona, pero de las que no hay mayor evidencia que lo recogido por la historiadora y crítica de arquitectura Esther McCoy en cuatro puntos:
1. El estilo de las obras debía ser contemporáneo, el colonial californiano estaba «expresamente prohibido», y los diseños debían ser simples y abstractos, sin mayores ornamentos, para no competir o dañar el paisaje
2. La menor superficie de terreno era de 1 acre (4046.85 m²) y la construcción no podía ocupar más del 10% del predio, y se debía proteger la vegetación y las formaciones rocosas.
3. Se debía proteger la roca volcánica, remover lo mínimo y utilizarse para las obras promoviendo la integración el paisaje
4. Se debía proteger la vegetación nativa y respetar las formas del terreno.

Jardines del Pedregal de San Ángel se convirtió rápidamente en una zona exclusiva y de alta demanda entre la élite mexicana. Arquitectos como Artigas, Attolini, Buendía, Rosen, entre otros, volvieron al Pedregal un ícono del modernismo con sus obras de estilo internacional. Con el tiempo, la obra de Barragán sería superada por la de otros arquitectos: como ejemplo, Francisco Artigas realizó más de cincuenta obras y una de ellas, la casa para el doctor Federico Gómez, se volvería ícono publicitario del Pedregal (aunque demolida en 2004). Barragán construyó una única casa, la Casa Prieto López, para el abogado Eduardo Prieto López, a quien en 1946 le vendió 15 000 metros cuadrados, bien ubicados en una esquina principal y bajo condiciones generosas. Los trabajos se retrasaron hasta 1949 por diversas complicaciones propias de la fase inicial del proyecto de urbanización y fueron concluidos en 1951.

### Casa Estudio
Artículo principal: Casa Luis Barragán
Para 1948 Barragán ya habitaba el número 14 de la calle Francisco Ramírez (en una carta que recibe de Ignacio Díaz Morales), habiendo vendido el resto del terreno que había adquirido, probablemente para financiamiento del Pedregal. La casa que construye parece haber sido destinada originalmente para una clienta, Luz Escandón, como atestigua un plano que la acredita como dueña. Esta casa funcionará como laboratorio permanente para Barragán y sus elementos distintivos, serán testigos de cambios constantes, como en la cromática de la terraza.

### Subdivisiones en Atizapán: Las Arboledas, Los Clubes, Cuadra San Cristóbal y Casa Egerström
En 1957 inicia una serie de obras en el municipio de Atizapán de Zaragoza, en aquél entonces un punto alejado de la ciudad, en donde continúa su actividad de desarrollador inmobiliario: Las Arboledas (1957) y Los Clubes (1961), y la Cuadra San Cristóbal con la Casa Egerström (1966) que serán encargos.
Las Arboledas es un proyecto urbano destinado a actividades de equitación, una vocación de la zona que se irá acentuando con los siguientes desarrollos de Los Clubes y, de forma más marcada, con la Cuadra San Cristóbal. Barragán realizó el trazado de las calles, accesos y creó diversos elementos como: el muro rojo que delimita el área, caracterizado por su longitud que crea la impresión de fundirse con el horizonte; el Paseo de los Gigantes con la Fuente del Bebedero, una composición entre dos muros de colores contrastantes y un largo bebedero que ha resultado en una de las imágenes icónicas dentro de la obra de Barragán, y la Fuente del Campanario.  
Los Clubes es un desarrollo que se ubica en el límite norte de Las Arboledas donde Barragán construyó dos elementos públicos: la Fuente de los Amantes que es un espacio de agua pensado para el descanso de los caballos y el Portón de Servicio.  
Dentro de Los Clubes Barragán creó un complejo para Folke Egeström, que se considera de sus obras maestras: la Cuadra San Cristóbal y la casa para la familia. Se trata de un espacio monumental creado a la escala de una persona montada a caballo, donde destacan los colores rosa, morado y ocre con el blanco de la casa y el gran espejo de agua.  

### Otras obras
Inscrito dentro de una polémica posrevolucionaria sobre identidad nacional, su obra posterior se basa en una retórica sobre arquitectura vernácula universal que Barragán formula con antecedentes del norte de África, España, y zonas rurales de su natal estado de Jalisco. Esto se vio enriquecido cuando en 1951 visita Marruecos, lo que se traduce en un lenguaje formal de construcciones masivas, con gruesos muros y aberturas dosificadas, donde los acabados son de marcada textura y con brillantes colores que Barragán creyó identificar como de extracción popular. Elementos como el agua y la luz, juegan un papel fundamental en sus proyectos, casi siempre enriquecidos por jardines.
Entre 1955 y 1960 restauró el convento de las Capuchinas Sacramentarias en Tlalpan, en 1957 realizó el proyecto de escultura urbana de las Torres de Satélite en colaboración con el escultor Mathias Goeritz y el pintor Jesús Reyes Ferreira. En 1955 realiza la casa para Antonio Gálvez, obra que sobrevive en estado original. En 1966 es consultado por Louis Kahn para el patio central del Instituto Salk en La Jolla, California, a lo que Barragán recomendó dejar el espacio abierto sin vegetación con solo una fuente recorriendo el espacio. Posteriormente, en 1976 construyó la Casa Gilardi de la cual sobresale el uso del color y la luz natural en el comedor-piscina. Su discurso sobre arquitectura vernácula coincidió en los años 60 y 70 con intereses estructuralistas y de semiótica de la arquitectura. Basado en estos intereses, el mundo arquitectónico de Nueva York lo lanzó al estrellato internacional mediante la muestra de 1976 del Museo de Arte Moderno de Nueva York llamada "The Architecture of Luis Barragán". De esta exposición surge la publicación del libro homónimo por Emilio Ambasz, curador del MoMA, que se convirtió en la principal referencia sobre la obra de Barragán, sin embargo, ha generado algo de controversia por su falta de crítica y análisis histórico ya que solo reproduce la visión del propio arquitecto, lo que también da lugar a que se represente su obra de manera incorrecta ( ver las secciones de Enrique X. de Anda y Federica Zanco).  
Fue miembro del SAM y del AIA, y a raíz de la exhibición de 1976, obtuvo el premio nacional de arquitectura en 1976, pero su mayor reconocimiento lo consiguió en 1980 cuando se hizo acreedor al segundo Premio Pritzker de la historia, considerado como el equivalente al Premio Nobel en Arquitectura. Murió el 22 de noviembre de 1988 aquejado por el mal de Parkinson. En homenaje a este arquitecto, uno de los talleres de la Facultad de Arquitectura de la UNAM lleva su nombre.
En 1979 crea el despacho Barragán+Ferrera, producto de la sociedad con el arquitecto Raúl Ferrera Torres, quien ya había colaborado en su taller algunos años antes y quien también trabajó con Ricardo Legorreta, iniciando así una etapa profesional menos reconocida oficialmente, con obras representativas en la ciudad mexicana de Monterrey y algunos proyectos no realizados como oficinas para Francis Ford Coppola.

## Relaciones profesionales de Luis Barragán
Luis Barragán tuvo una interminable lista de colaboradores y amistades con distinto grado de influencia en su obra. Aquellos con quienes tuvo colaboraciones profesionales: Jesús "Chucho" Reyes Ferreira, quien influyera en el uso que Barragán dio al color en cada obra («Luis se hacía asesorar de Jesús Reyes Ferreira»), Mathias Goeritz, con quien creó las Torres de Satélite, entre otras colaboraciones, y que después se disputarían la autoría principal, con Max Cetto crearía diversos edificios, entre ellos la casa muestra del Pedregal, Clara Porset diseñó muchos de los muebles que Barragán utilizaría, Armando Salas Portugal fue el fotógrafo que popularizaría su obra con sus icónicas imágenes, incluso creando el mito ("... toma la fotografía que hace eterno el momento". Ver capítulo de Gustavo López Padilla). Ignacio Díaz Morales, José Villagrán García, Miguel Covarrubias y Rosa Rolanda (Covarrubias),  Juan Soriano, Edmundo O'Gorman, Gerardo Murillo Dr. Atl,  Federico González (Universidad de Sonora), Salvador Novo, José Clemente Orozco, Diego Rivera y Frida Kahlo, Dolores del Río, María Félix, Miguel Alemán Valdés,  John Huston, Louis I. Kahn, Josef Albers, Andy Warhol, Andrés Casillas de Alba, Ricardo Legorreta.

## Casa - Estudio Luis Barragán
En 1940 adquiere unos terrenos en Tacubaya donde construye una primera casa (después conocida como Casa Ortega). Hoy en día la Casa de Luis Barragán, donde habitó desde 1947 hasta su fallecimiento en 1988, es una Casa-Museo que alberga exposiciones y distintos eventos culturales y que pertenece al Gobierno del Estado de Jalisco y a la Fundación de Arquitectura Tapatía Luis Barragán. La Casa, construida en 1947 es una obra representativa de la arquitectura contemporánea y está reconocida desde 2004 por la Unesco (Lista de Patrimonio Mundial). Forma parte del estilo arquitectónico moderno e integra elementos tradicionales y vernáculos. En la Casa - Estudio se pueden visitar distintas exposiciones, como la de Ricardo Regazzoni.
La fachada exterior no presenta singularidad alguna para no romper armonía con las demás casas de clase trabajadora. Barragán expresó su estilo con el uso de color e iluminación natural y diferentes volúmenes para crear espacios únicos. Ejemplo de lo anterior es la biblioteca de doble altura con divisiones menores y en la terraza, donde principalmente se nota su manejo de los planos.

## Obras y proyectos
Nota: Las fechas se encuentran ordenadas en orden cronológico y corresponden al inicio de las obras o proyectos.
- 1927

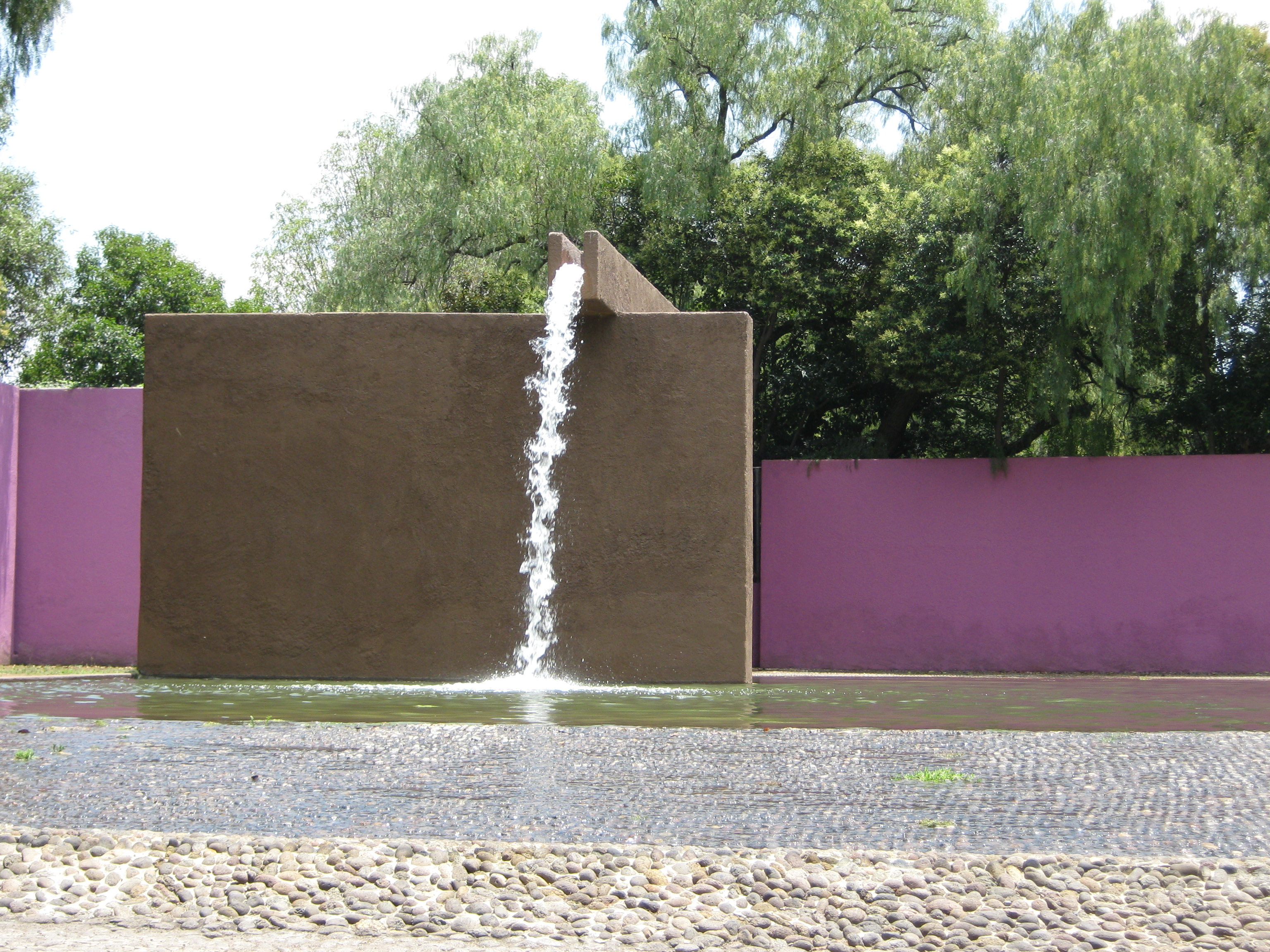
La Fuente de los Amantes en Atizapán, Estado de México.

  - Remodelación de la casa de Emiliano Robles León. Madero 607 esquina Pavo, Guadalajara, Jalisco.
- 1928
  - Casas de alquiler propiedad de Emiliano Robles León. Guadalajara, Jalisco.
  - Casa Harper. Guadalajara, Jalisco.
  - Casa de Efraín González Luna, actual Casa ITESO Clavigero. Guadalajara, Jalisco.
  - Casa de Enrique Aguilar. Guadalajara, Jalisco.
- 1929
  - Casa de Gustavo Cristo. Guadalajara, Jalisco.
  - Jardín de recreo infantil. Parque de la Revolución, Guadalajara, Jalisco.
  - Casas para alquilar de Ildefonso Franco. Avenida de La Paz 2207 y Simón Bolívar 224, Guadalajara, Jalisco.
- 1931
  - Restauración de la casa Barragán. Chapala, Jalisco. En colaboración con Juan Palomar y Arias.
- 1936
  - Casa para dos familias. Avenida Parque México 141 y 143, colonia Condesa, Ciudad de México.
  - Dos casas de alquiler. Avenida Mazatlán, colonia Condesa, Ciudad de México.
- 1936 - 1940
  - Edificio de apartamentos. Calle Río Lerma 147, colonia Cuauhtémoc, Ciudad de México. En colaboración con Max Cetto.
  - Casa para alquilar. Calle Río Guadiana, colonia Cuauhtémoc, Ciudad de México.
  - Edificio de apartamentos. Avenida Río Mississippi, colonia Cuauhtémoc, Ciudad de México.
  - Edificio de apartamentos. Plaza Melchor Ocampo, colonia Cuauhtémoc, Ciudad de México. En colaboración con Max Cetto
  - Edificio de apartamentos y casa unifamiliar anexa. Avenida Río Mississippi, colonia Cuauhtémoc, Ciudad de México.
  - Edificio de estudios para pintores. Plaza Melchor Ocampo, colonia Cuauhtémoc, Ciudad de México. En colaboración con Max Cetto
- 1937
  - Casa Pizarro Suárez. Lomas de Chapultepec, Ciudad de México
- 1945
  - Plan Maestro, accesos, plaza de las Fuentes y tres jardines muestra de Jardines del Pedregal de San Ángel. Ciudad de México.
  - Cuatro jardines particulares. Avenida de los Constituyentes y calle General Francisco Ramírez, Tacubaya, Ciudad de México.
  - Tres jardines particulares. Avenida de San Jerónimo, Jardines del Pedregal, Ciudad de México.
- 1947
  - Casa Estudio Luis Barragán. Calle General Francisco Ramírez #14, Tacubaya, Ciudad de México.
- 1950
  - Casa Prieto López. Jardines del Pedregal de San Ángel, Ciudad de México.[15]
  - Casa Muestra, Avenida de las Fuentes #10, hoy #130. Jardines del Pedregal de San Ángel, Ciudad de México. En colaboración con Max Cetto.
- 1955
  - Capilla del convento de las Capuchinas Sacramentarias del Purísimo Corazón de María, centro de Tlalpan, Ciudad de México.[15]
  - Jardines del hotel Pierre Márquez. Acapulco, Guerrero.
  - Casa Gálvez. Calle Pimentel, 10, Chimalistac, San Ángel, Ciudad de México.[15]
- 1957
  - Torres de Ciudad Satélite. Anillo Periférico norte, Ciudad Satélite, Estado de México. En colaboración con Mathias Goeritz y Jesús Reyes Ferreira.

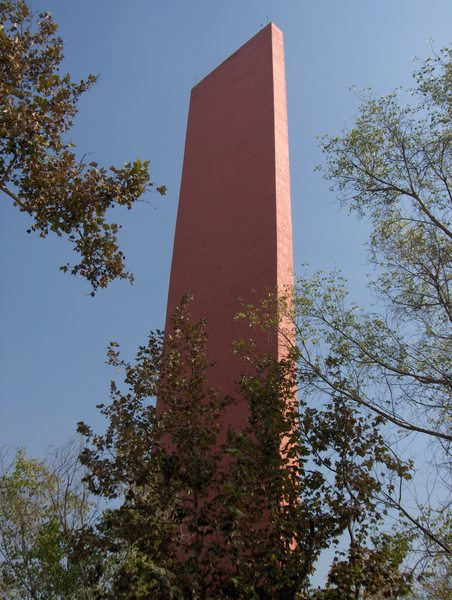
Faro del Comercio en la Macroplaza, Monterrey, Nuevo León.

- - Plan Maestro y restricciones del fraccionamiento Las Arboledas. Las Arboledas, Tlalnepantla de Baz y Atizapán de Zaragoza, Estado de México.
- 1959
  - Plaza del Campanario, Las Arboledas, Atizapán de Zaragoza, Estado de México
- 1964
  - Plan Maestro de Los Clubes, restricciones y jardinería. Las Arboledas, Atizapán de Zaragoza, Estado de México.
- 1966
  - Fuente de Los Amantes, Los Clubes. Las Arboledas, Atizapán de Zaragoza, Estado de México.
- 1968
  - Casa, alberca y establos Egerstrom, Los Clubes. Las Arboledas, Atizapán de Zaragoza, Estado de México. En colaboración con Andrés Casillas.[15]
- 1969
  - Puerta de servicio Los Clubes. Las Arboledas, Atizapán de Zaragoza, Estado de México.
  - Plan Maestro de Cano, Tepotzotlán, Estado de México.
- 1976
  - Casa Gilardi, clle General Antonio León 82, Tacubaya, Ciudad de México.[15]
- 1978
  - Casa Meyer/Gárate. Ciudad de México. En colaboración con Alberto Chauvet.[15]
- 1981
  - Casa Valdez. Monterrey, Nuevo León. En colaboración con Raúl Ferrera).[15]
  - Faro del Comercio. Macroplaza, Monterrey, Nuevo León. En colaboración con Raúl Ferrera.[15]
- 1984
  - Casa Caballero. Gómez Palacio, Durango. En colaboración con Raúl Ferrera).[15]
- 2023
  - "El Palomar" en la plaza del mismo nombre.[16]

## Proyectos recientes de rehabilitación y protección a sus obras
- El Paseo Equino (2021- continúa). Las autoridades de Atizapán de Zaragoza firmaron un convenio, en conjunto con la asociación civil del Fraccionamiento de Las Arboledas, el Patronato Pro-Obras de Luis Barragán y la empresa Coppel S.A. de C.V. para rehabilitar la zona que comprende la fuente de Los Bebederos, la Plaza del Campanario y Las Gradas ubicadas en Av. Paseo de Los Gigantes. El proyecto lleva trabajando desde el 2021.[17]
- La Cuadra San Cristobal (Otoño 2025). La Fundación Fernando Romero anunció que tiene planeado abrir al público general La Cuadra en octubre de 2025 con la finalidad de proteger la obra arquitectónica y convertirla en una plataforma cultural donde exponer el trabajo de artistas, arquitectos y diseñadores.[18][19]

## Galería

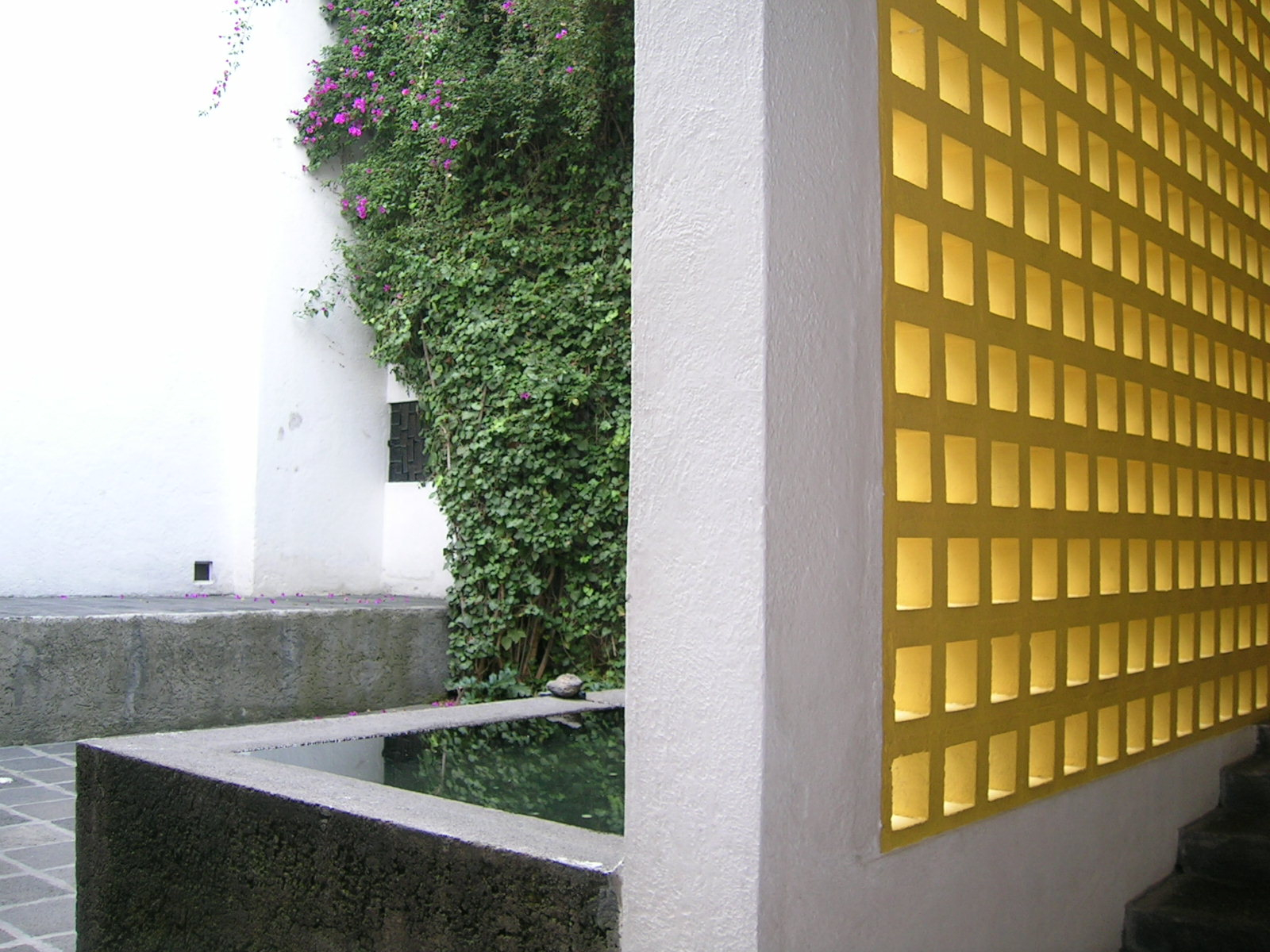
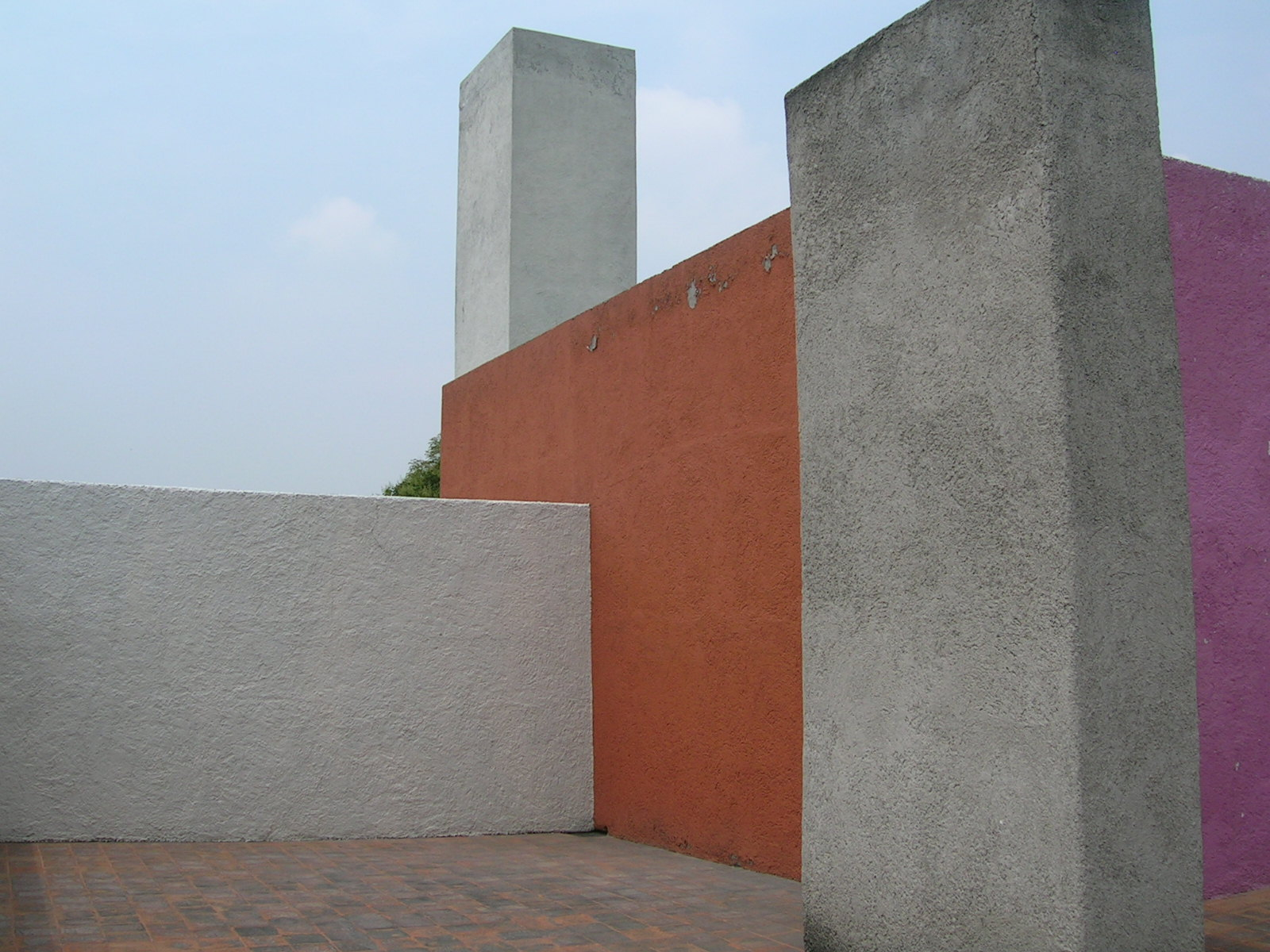
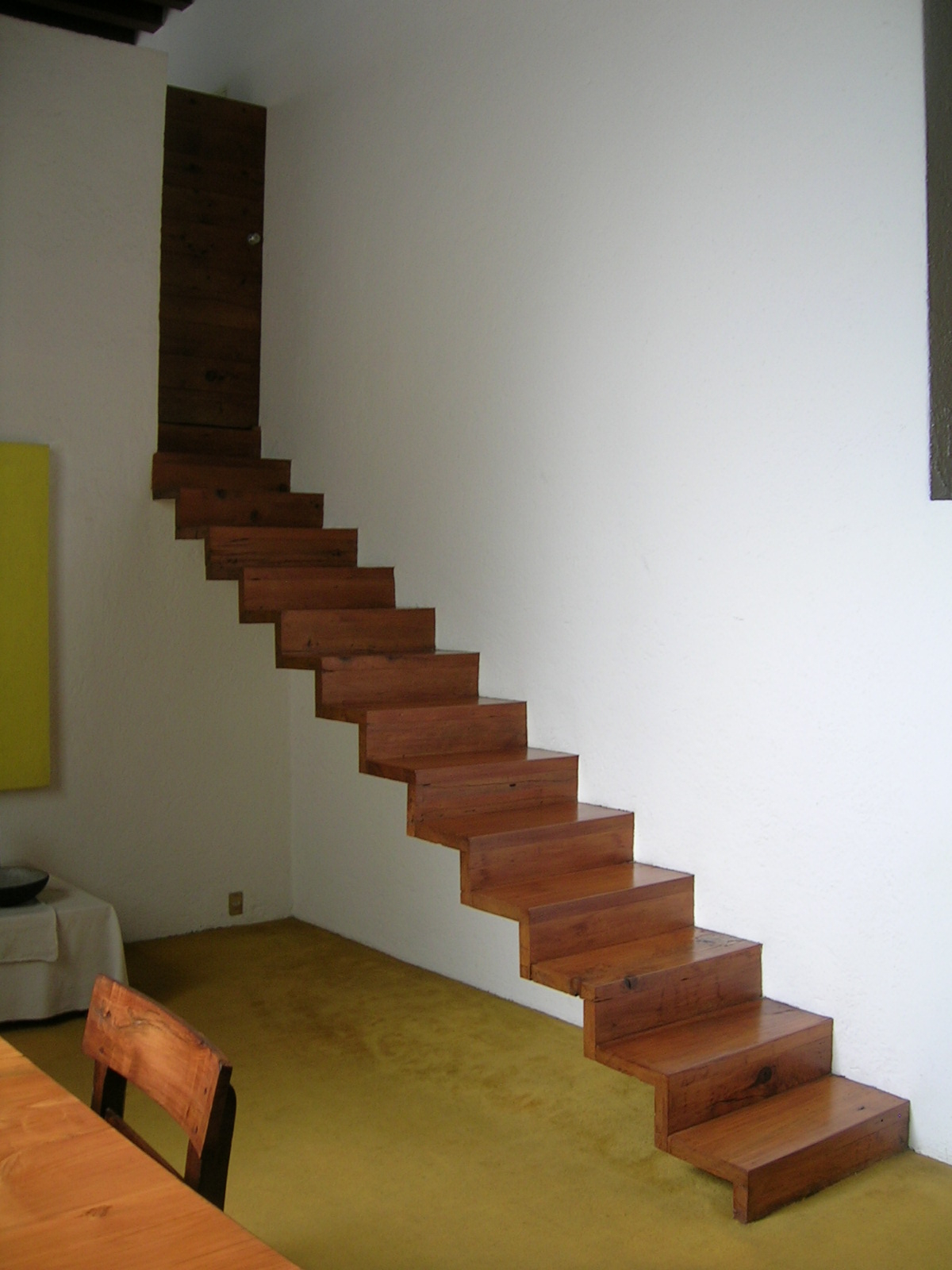
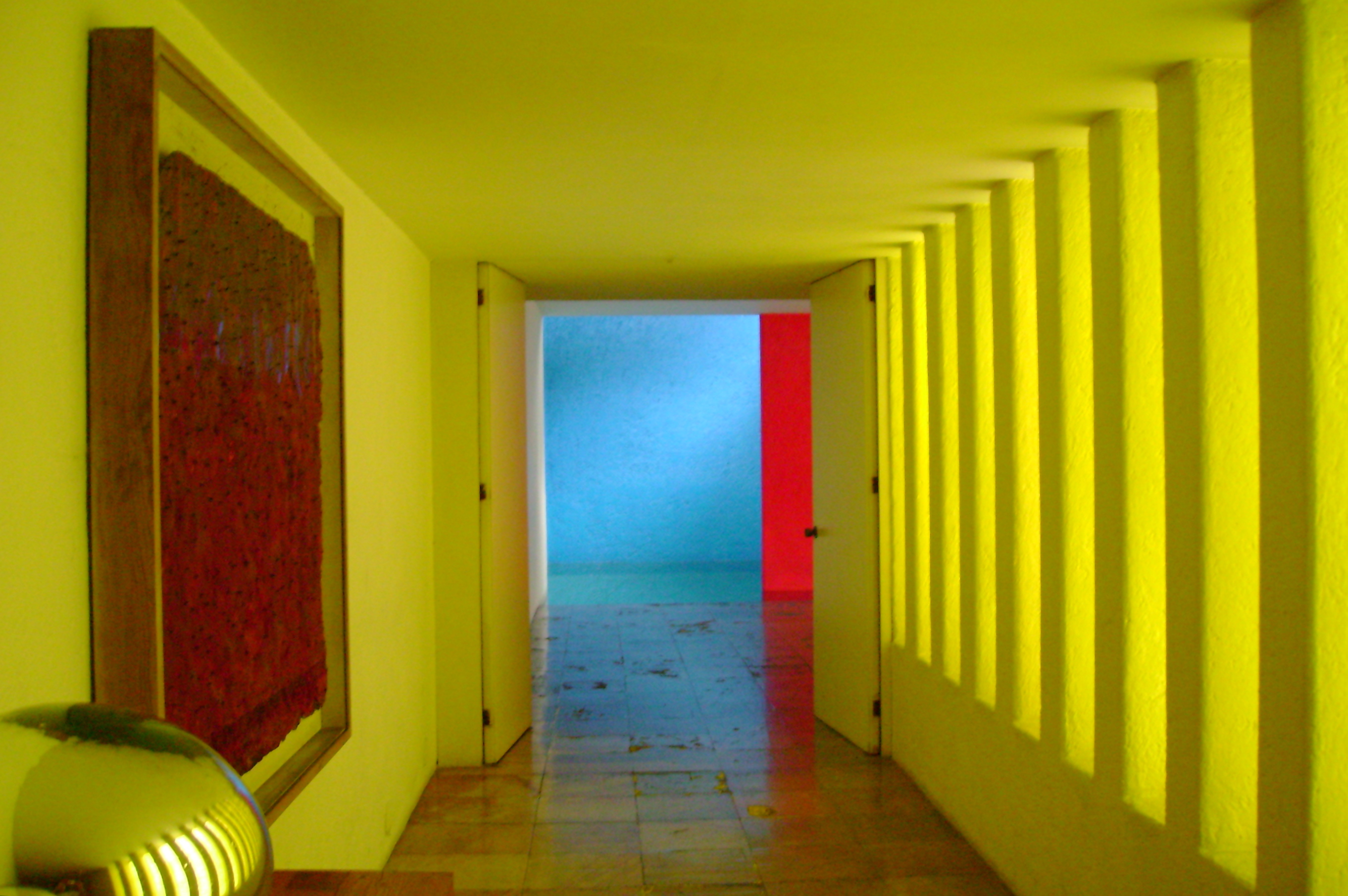
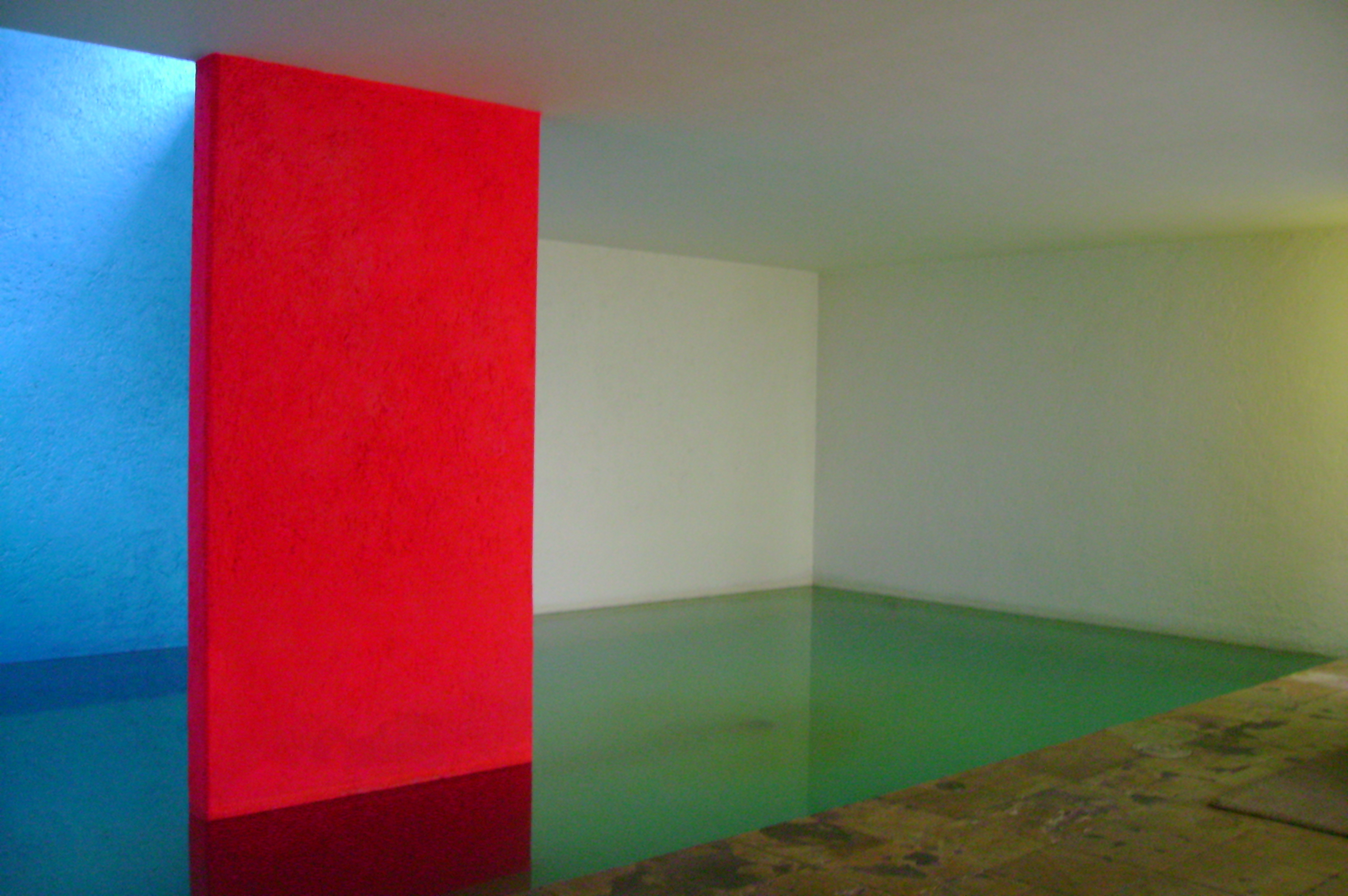
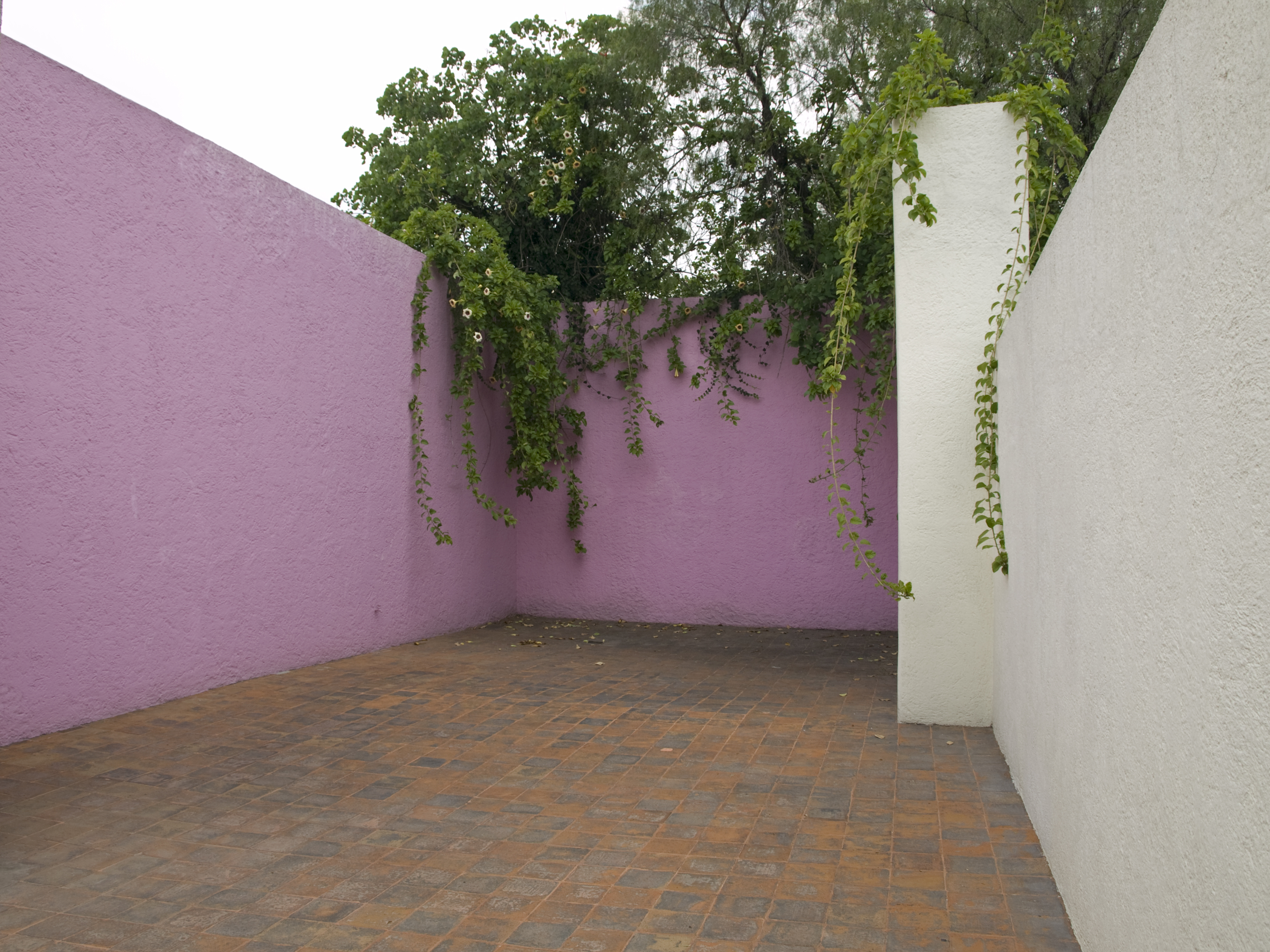
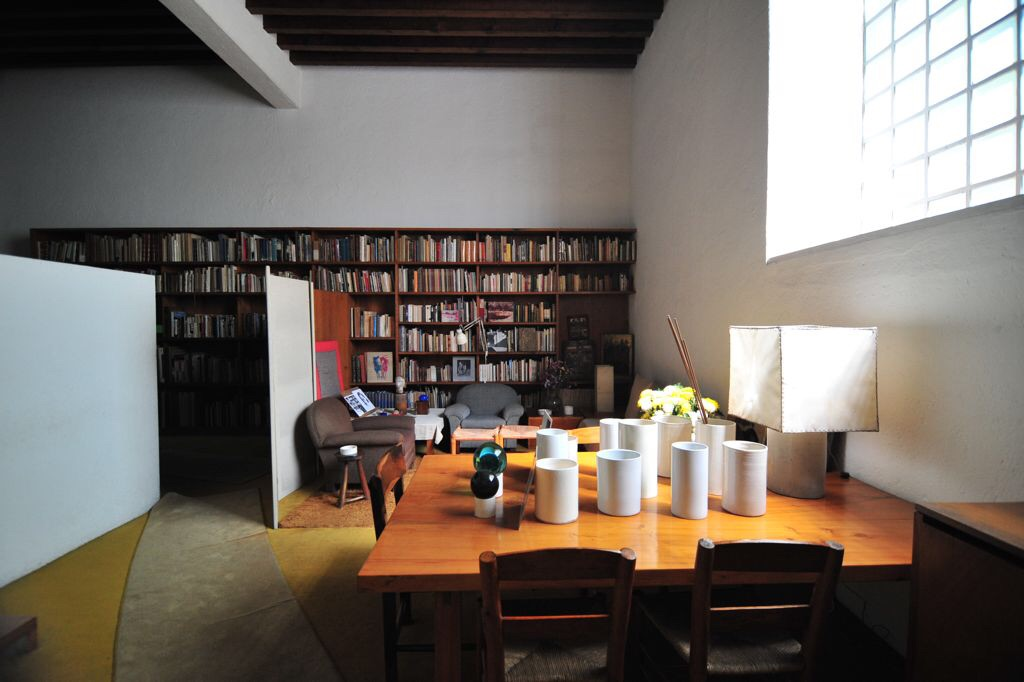
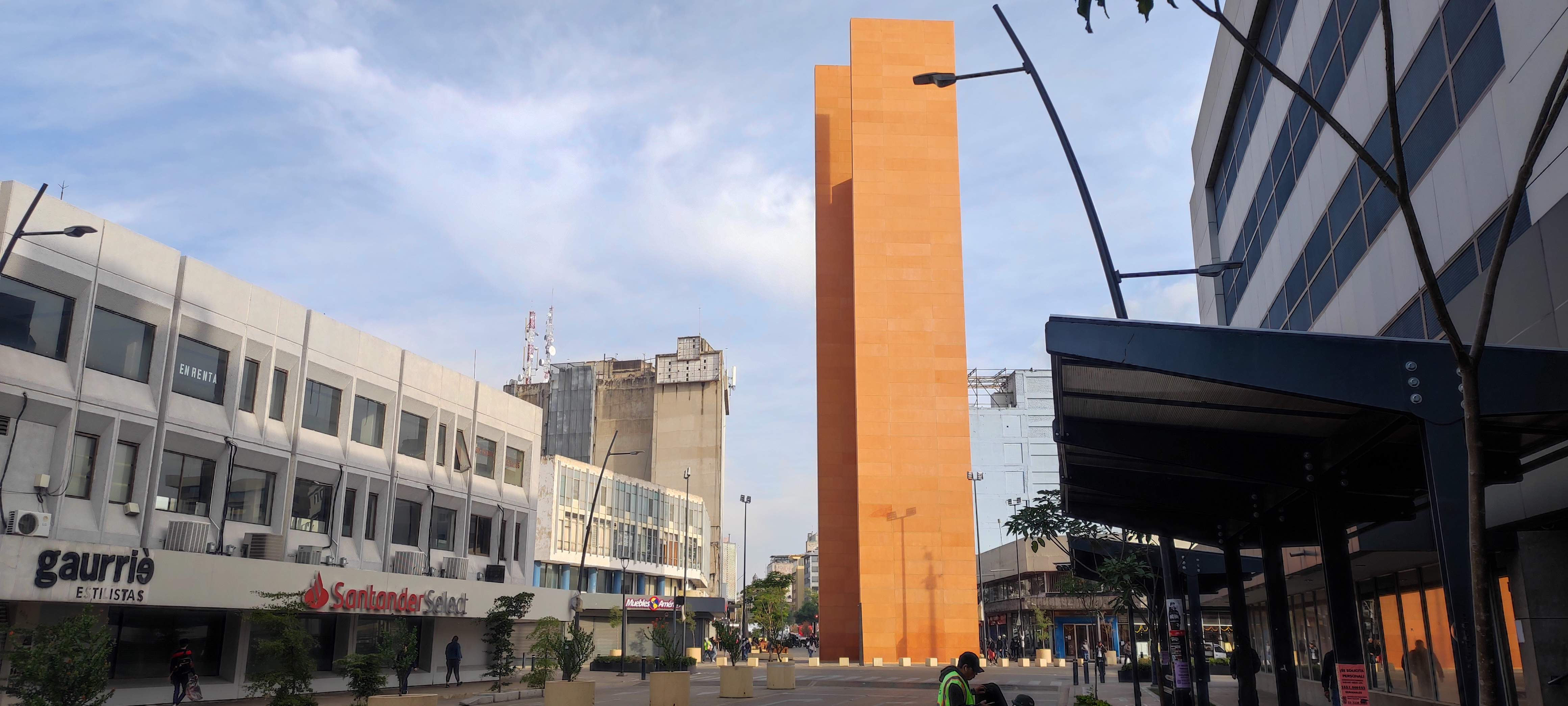

## Libros relacionados con la obra de Luis Barragán
- Luis Barragán - The Eye Embodied, Wim van den Bergh, Kim Zwarts, Maastricht, Pale Pink Publishers, 2006. ISBN 9081008919.
- Luis Barragan: architecte du silence, Luis Barragán y Marc Vaye, París, ESA Productions, 2004. ISBN 2-9521578-0-4.
- Luis Barragán: búsqueda y creatividad, Louise Noelle, México, UNAM (Coordinación de Humanidades 2004. ISBN 970-32-1584-X.
- Barragán: Space and Shadow, Walls and Colour, Danièle Pauly, Basel-Boston-Berlin, Birkhäuser, 2002. ISBN 3-7643-6679-6.
- Luis Barragán: temas y variaciones, Ricardo Salas et al, México, Landucci, 2002. ISBN 968-5059-62-4.
- Luis Barragán: La Revolución callada, Federica Zanco (ed.), Milano, Skira, 2001. ISBN 88-8491-186-9.
- Luis Barragán, José María Buendía Júlbez, Juan Palomar y Guillermo Eguiarte, México, Reverté Mexicana, 1996. ISBN 968-6708-33-2.
- Luis Barragan: paraísos-paradises, Juan Molina y Vedia, Luis Barragán, Rolando Schere, Hong Kong, A. Asppan S.L., 2003. ISBN 987-9474-02-3.
- Voces de tinta dormida: itinerarios espirituales de Luis Barragán, Alfonso Alfaro, México, Artes de México, 1993.
- Fotografías de la arquitectura de Luis Barragán, Luis Barragán y Armando Salas Portugal, Barcelona, Gustavo Gili, 1992. ISBN 84-252-1578-1.
- Luis Barragán: Capilla en Tlalpan, Ciudad de México, 1952,  Armando Salas Portugal y Raúl Ferrera, México, Sirio Editores, 1980. ISBN 968-7147-00-8.
- The Architecture of Luis Barragan, Emilio Ambasz, Luis Barragán, Nueva York, University of Texas/MOMA, 1976. ISBN 0-87070-233-5.
- En busca de Luis Barragán (3 Tomos), María Emilia Orendáin, Ediciones de la Noche, Guadalajara, Jalisco, México, 2004. ISBN 968-7846-43-7.